# Frontera entre Bulgaria y Turquía
La frontera búlgaro-turca (en búlgaro: Границата между България и Турция, transliterado como granitsata mezhdu Bŭlgariya i Turtsiya, en turco: Türkiye-Bulgaristan sınırı) es una frontera internacional de 269 km entre la República de Bulgaria y la República de Turquía. Es la tercera frontera más larga de Turquía, después de aquella con Siria e Irán, y la frontera más corta de Bulgaria.

## Historia

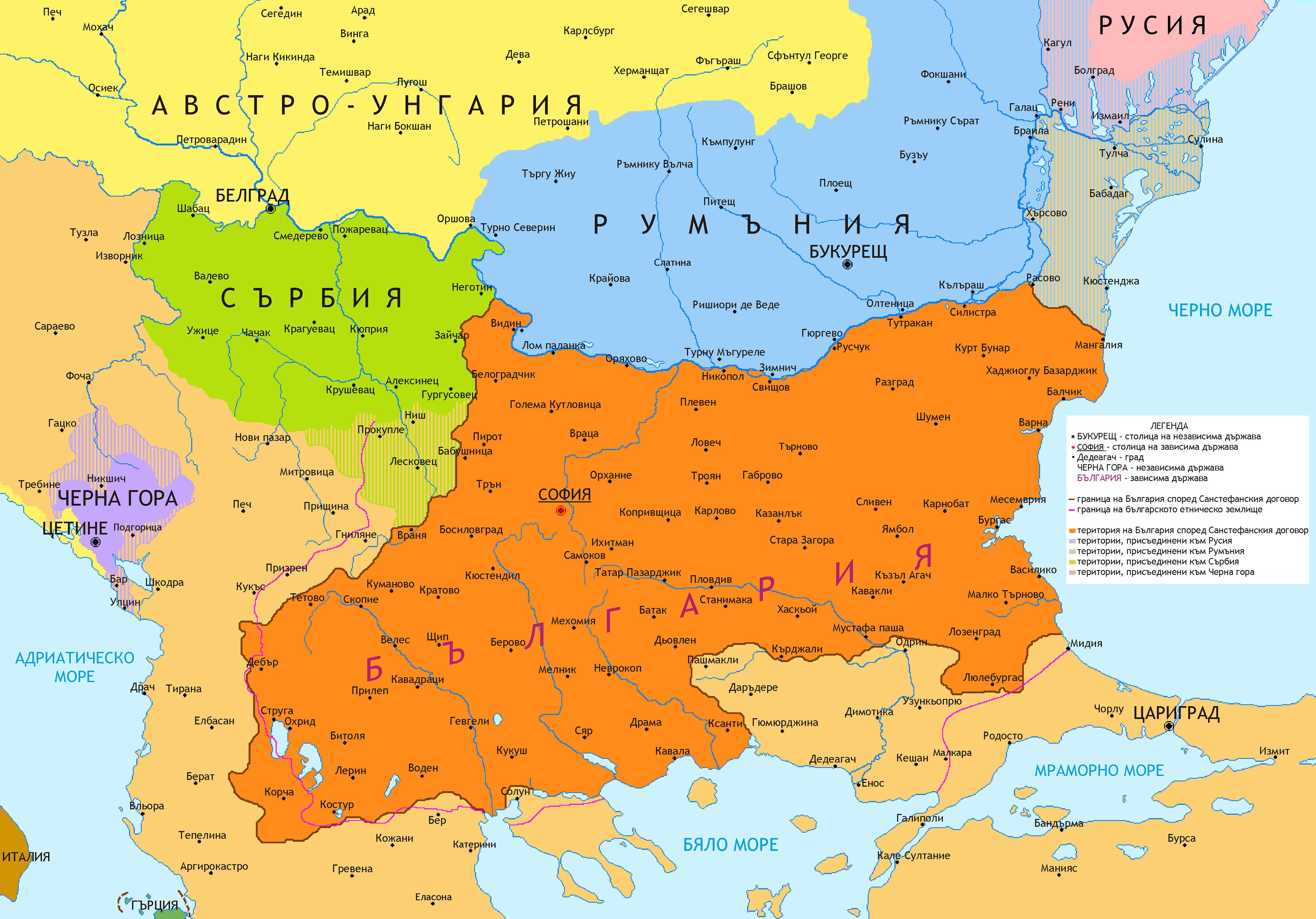
Fronteras según el tratado de San Stefano.

La frontera fue establecida en 1879 tras el reconocimiento de la independencia de Bulgaria por el tratado de San Stefano al final de la guerra ruso-turca (1877-1878), que inicialmente iba desde la frontera con Serbia al oeste, las crestas de las montañas Rila y Stara Planina hasta los márgenes del mar Negro al norte de Burgas. Tras la toma de posesión en 1885 por Bulgaria de Rumelia Oriental, la frontera se trasladó hacia el sur, junto a los Ródope, salía junto turco de Adrianópolis y llegaba a las costas del mar Negro al sur de Burgas. Cambió en 1913 después de las guerras balcánicas con Turquía y el trazado definitivo de la frontera fue establecido por el tratado de Lausana el 24 de julio de 1923.

## Barrera fronteriza

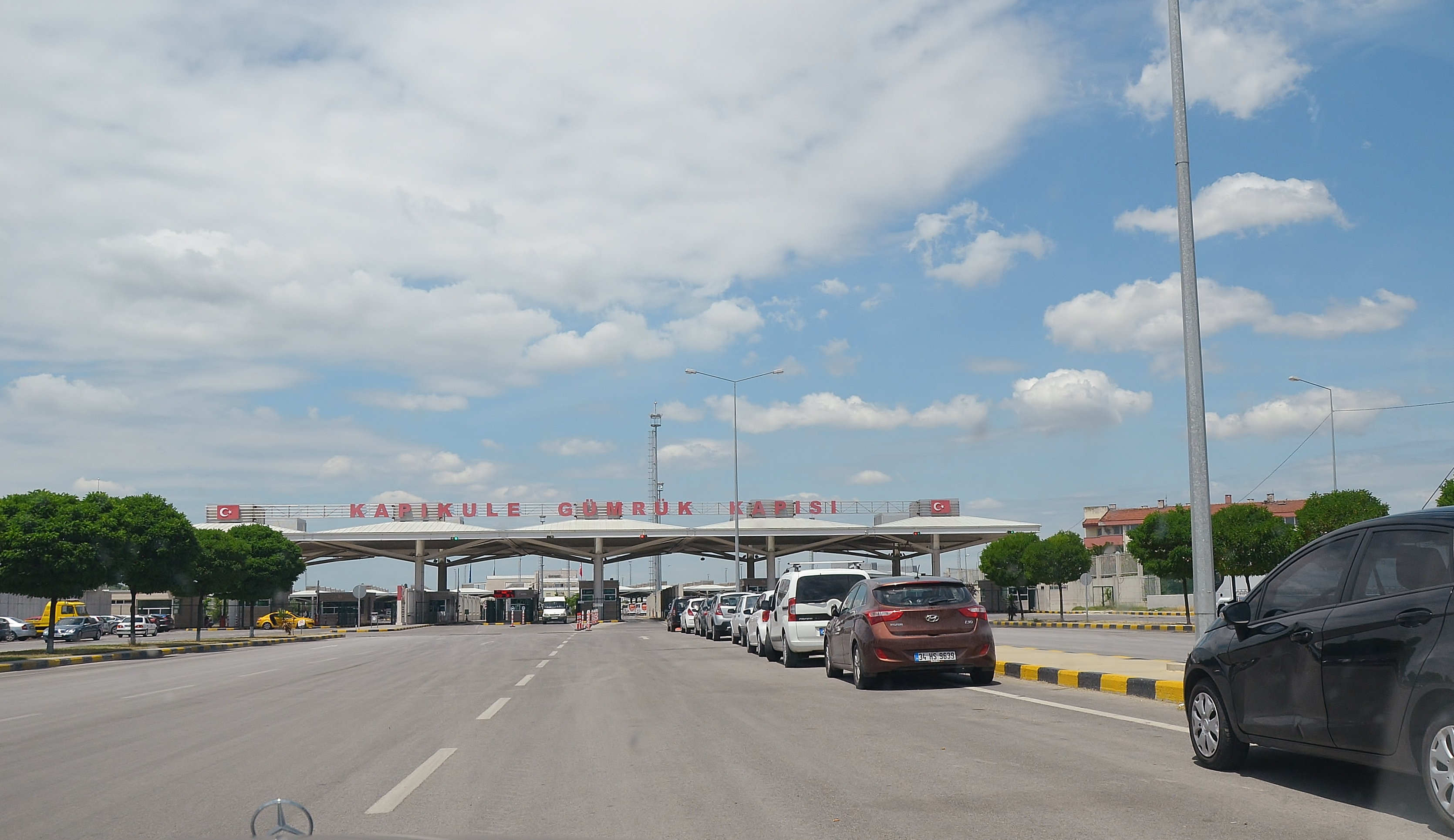
Cruce fronterizo en Kapıkule.

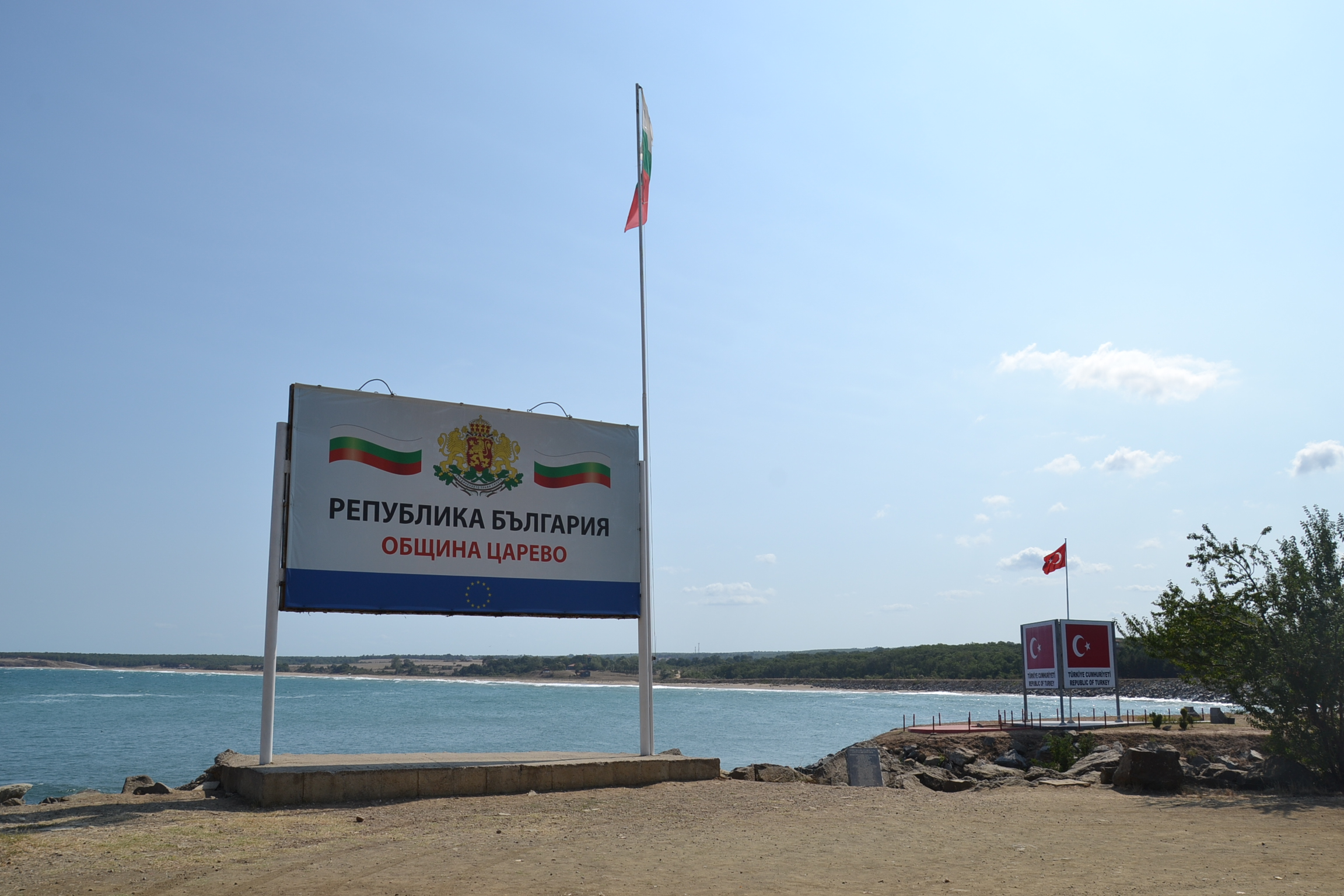
Frontera búlgara en Rezovo.

En respuesta a la crisis migratoria europea, Bulgaria erigió una barrera fronteriza para detener el flujo de cruces ilegales. A junio de 2016, se construyeron cerca de 146 kilómetros de la barrera planificada de 166 kilómetros.
En enero de 2014, Bulgaria comenzó la construcción de una cerca de seguridad de 30 km a lo largo de su frontera con Turquía para contener una oleada de migrantes de Medio Oriente y África del Norte. Con una altura de 10 pies y fortificada con alambres de navajas, la cerca cubre la sección menos visible de la frontera entre el punto de control fronterizo de Lesovo y el pueblo de Golyam Dervent. El ejército búlgaro completó la barrera protectora en julio de 2014 a un costo de alrededor de €5 millones. Como resultado de la nueva cerca, los intentos de cruce ilegal en las cercanías de la instalación han disminuido siete veces. El embajador de Turquía en Bulgaria, Suleyman Gokce, expresó su insatisfacción con la barrera fronteriza y agregó que crea descontento y da razones para "reflexionar sobre el mensaje político" que la cerca está enviando.
A principios de 2015, el gobierno anunció una extensión de 130 km a la cerca de alambre de púas para asegurar completamente la frontera terrestre. El primer ministro, Boiko Borísov, describió la extensión como "absolutamente necesaria" para evitar que personas ingresen ilegalmente al estado miembro de la Unión Europea. El parlamento búlgaro ha decidido continuar la construcción de la cerca en la frontera con Turquía sin iniciar un procedimiento de contratación pública debido a la necesidad de salvaguardar la seguridad nacional.  Esta sección final de la cerca cierra completamente la frontera búlgara con Turquía. A marzo de 2016, se construyeron cerca de 100 kilómetros de la barrera planeada de 166 kilómetros. A junio de 2016, se construyeron 146 kilómetros de la barrera.

## Cruces
Hay tres cruces a lo largo de toda la frontera, dos para el tráfico vehicular y uno para tránsito vehicular y ferroviario. El más ocupado de los tres, Kapıkule, es uno de los puestos de control fronterizos más concurridos del mundo.
| Paso fronterizo turco | Provincia  | Paso fronterizo búlgaro | Provincia | Abierto                 | Ruta en Turquía                          | Ruta en Bulgaria                           | Situación |
| --------------------- | ---------- | ----------------------- | --------- | ----------------------- | ---------------------------------------- | ------------------------------------------ | --------- |
| Kapıkule              | Edirne     | Kapitan Andreevo        | Haskovo   | 4 de septiembre de 1953 | D.100Pehlivanköy@–Svilengrad ferrocarril | Un4 I-9Pehlivanköy@–Svilengrad ferrocarril | Abierto   |
| Hamzabeyli            | Edirne     | Lesovo                  | Yámbol    | 22 de noviembre de 2004 | D.535                                    | I-7                                        | Abierto   |
| Dereköy               | Kırklareli | Malko Tarnovo           | Burgas    | 18 de julio de 1969     | D.555                                    | I-9                                        | Abierto   |